# CrossfireX
CrossfireX fue un videojuego de disparos en primera persona lanzado para Xbox One y Xbox Series X/S el 10 de febrero de 2022. Es la tercera entrega de la serie CrossFire. Remedy Entertainment trabajó en la campaña para un jugador del juego, que también está disponible como Crossfire HD para PC en China, mientras que Smilegate Entertainment lideró el desarrollo de la parte del juego multijugador gratuito.  El juego recibió críticas generalmente negativas de los críticos.

## Jugabilidad
CrossfireX fue un shooter en primera persona y la versión de consola de CrossFire (2007).  El componente multijugador free-to-play era similar a Counter-Strike: Global Offensive, en el que dos equipos opuestos, que representan dos facciones militares privadas hostiles, compiten en modos de juego para completar objetivos.  .  En el modo clásico, el equipo atacante intenta colocar una bomba mientras el equipo defensor tiene que detenerlos.  Todos los jugadores están equipados con armas estándar.  El modo Espectro es una variación del modo clásico, aunque los jugadores atacantes son espectros, que solo están equipados con cuchillos, pero pueden permanecer invisibles cuando no se mueven. También hay un modo moderno, en el que los dos equipos deben luchar por mantener el control sobre dos puntos objetivo en un mapa.
La parte para un jugador, que también se encuentra en "Crossfire HD" para PC en China, que no sería un juego gratuito, consta de varias operaciones.  Cada operación incluye varios episodios.  En el lanzamiento, habría dos operaciones disponibles.  La historia explora un conflicto global entre Black List y Global Risk, dos facciones militares privadas.

## Trama

### Operación Catalizador
La primera campaña sigue a un equipo de Global Risk Soldiers en el país de Azkharzia que son enviados para encontrar y matar al oficial de la Lista Negra Alexander Steiner. El equipo de Riesgo Global está dirigido por el Mayor Cavanaugh y está formado por el Capitán Hall, el Especialista Randall y el soldado de primera clase Moralez. El equipo asalta un hotel abandonado donde supuestamente se aloja Steiner, pero pronto descubre que en su lugar mataron al doble del cuerpo de Steiner. Aunque el equipo logra salir del hotel luchando, Cavanaugh y Hall deducen que fueron tendidos porque Black List estaba bien preparado para su llegada. Cavanaugh recibe un disparo poco después y Hall queda inconsciente por un asaltante invisible.  Mientras está inconsciente, Hall tiene una visión inquietante de estar en su propia casa a través de los ojos de otra persona. Hall pronto es despertado por Moralez y toma el mando del equipo.
Con su avión de extracción derribado y la radio de largo alcance de Cavanaugh desaparecida, Hall planea usar una torre de comunicaciones cercana para llamar a la extracción a pesar de la insistencia de Morelez en dirigirse hacia el punto de reunión.  Mientras sube a la torre, Hall es capturado e interrogado por Steiner, quien revela que Cavanaugh está vivo y exige su ubicación. Después de liberarse con la ayuda de su equipo, Hall planea dirigirse a las minas donde supuestamente se encuentra Cavanaugh y logra capturar a Steiner en el camino. Sin embargo, el equipo pronto es emboscado por soldados de la Lista Negra liderados por el ambicioso Comandante Fontaine y pronto Moralez, quien ha sido contratado en secreto por Fontaine para vender el equipo.  Moralez pronto mata a Steiner bajo las órdenes de Fontaine, pero se niega a matar a Hall y Randall porque no era parte de su trato, lo que lleva a Fontaine a matar a Moralez mientras Hall y Randall logran escapar.
A pesar de ser superados en número, los sobrevivientes continúan adentrándose en las minas donde encuentran una instalación que alberga una supercomputadora conocida como Catalyst, que es capaz de predecir el futuro a través de los recuerdos humanos. Pronto se revela que Fontaine planea usar los recuerdos futuros de Cavanaugh para acabar con Global Risk, aunque Hall logra dispararle antes de que la máquina lo mate y el equipo pronto logra escapar en helicóptero.

### Operación Espectro
En el año 2022, el contratista de la Lista Negra, el teniente Logan Brewer (interpretado por Anderson Davis), asalta un tren de Global Risk que se dirige a su sede en un intento de asesinar a Cavanaugh antes de que Global Risk pueda probar sus tecnologías Catalyst rediseñadas. La misión es un fracaso, en parte gracias a la intervención del altamente calificado y agresivo Global Risk General Maddox, pero Logan extrae con éxito algo de información y se la pasa a Cora Windsor, su compañera de equipo y experta en tecnología.  Con base en esa información, Logan, Cora y el especialista Nicholas Kamara (interpretado por Jamel King) rescatan a Luis Torres (interpretado por Louis Boyer), un ladronzuelo adolescente huérfano, de los soldados de Global Risk liderados por Maddox, quien ordenó matar a la vista en la cabeza de Torres. Torres resulta herido de muerte durante la persecución que siguió, pero Fontaine, ahora lisiado, lo salva y le inyecta una tecnología experimental llamada Nanodyne.  Fontaine afirma que Nanodyne lo convertirá en un Fantasma, un "arma" con capacidades físicas mejoradas que es una amenaza futura para Global Risk y la razón por la cual el PMC busca eliminarlo de manera preventiva, pero lo matará si no lo estabiliza.  un dispositivo llamado EOE en las próximas semanas. Por lo tanto, Torres se ve obligado a trabajar para Black List para ganar un lugar para tal dispositivo.
Más tarde, el equipo de Black List asalta una instalación de Global Risk en la Presa Hoover en busca de su caché de EOE, pero el primer EOE que encuentran está sobrecargado de forma remota, lo que alerta a las tropas de Global Risk y hace que el equipo sea capturado. Torres logra liberarse y procede a rescatar a sus compañeros de equipo, pero Cora traiciona y le dispara a Torres, revelando que ha estado saboteando en secreto la misión y revela que el futuro en realidad vio. Cora explica que Fontaine ha ocultado el conocimiento de que Nanodyne eventualmente reducirá a los Fantasmas a máquinas de matar sin sentido, lo que dará como resultado que los Fantasmas se vuelvan contra la Lista Negra y la Humanidad en su conjunto en el futuro.
No obstante, Torres sobrevive, roba un prototipo de traje de batalla de camuflaje y regresa a la sede de la Lista Negra con su equipo (menos Cora, que abandona el equipo después de dispararle a Torres), solo para encontrar la sede a punto de ser invadida por las fuerzas de Global Risk. Nicholas aparentemente muere cuando el rotor basculante utilizado por el equipo es derribado, y Logan muere poco después por fuego de mortero. Enfurecido por la pérdida de sus amigos recientemente vinculados, Torres decide adoptar su nueva identidad como Fantasma y activa por completo sus aumentos de nanotecnología. Declarando su lealtad para estar con Black List en lugar de con la propia Fontaine, Torres luego descubre que Nicholas aún está vivo y, a instancias suyas, llega al centro de control de la base abandonada para reactivar las armas de defensa automáticas. Lo logra, lo que hace que gran parte del apoyo aéreo de Global Risk sea neutralizado antes de que un mecha de asedio pilotado por Maddox bombardee directamente el centro de control, desactivando las defensas una vez más. Torres procede a acercarse sigilosamente al mecha y rompe su cabina, lo que obliga a Maddox a luchar cuerpo a cuerpo. Torres termina venciendo y matando a Maddox, desorganizando las fuerzas de Global Risk y permitiendo que los sobrevivientes de la Lista Negra se mantengan firmes. En la narración del epílogo, Cora lamenta que los Fantasmas se hayan convertido en una realidad como se predijo y, con el tiempo, se convertirán en una amenaza para el mundo entero, lo que hará que la disputa entre Black List y Global Risk sea irrelevante. Seis meses después, se ve a Torres asaltando una instalación de Global Risk, junto con más personas que se supone que son fantasmas como él.

## Desarrollo
El Crossfire, desarrollado por Smilegate Entertainment, es un juego multijugador gratuito extremadamente popular para ordenadores personales en  el este. El equipo quería expandir la narrativa de la franquicia y presentarla a una audiencia más amplia.  Por lo tanto, el equipo se asoció con Microsoft para crear una versión de consola y confió a Remedy Entertainment, un desarrollador de videojuegos finlandés, que creara una campaña para un solo jugador del juego, junto con una versión para PC de la campaña para Crossfire HD en China. Como Remedy en ese momento estaba explorando la idea de trabajar en un juego de disparos en primera persona y planeaba desarrollar varios proyectos a la vez, el equipo acordó ayudar a Smilegate. Remedy había estado trabajando en la parte de un solo jugador desde 2016. La parte de un jugador estará impulsada por el propio motor Northlight de Remedy, que se usó anteriormente en Quantum Break y Control.  Se eligió Remedy debido a la experiencia del equipo en la creación de mundos y personajes ficticios memorables.  Inspirándose en Metal Gear Solid y Resident Evil, el equipo esperaba crear personajes que fueran "más grandes que la vida".
Una versión beta abierta estuvo disponible para Xbox Insiders del 25 al 28 de junio de 2020. En noviembre de 2020, Smilegate Entertainment anunció que el juego se retrasaría hasta 2021. El juego finalmente se lanzó el 10 de febrero de 2022 para las consolas Xbox One y Xbox Series X/S.

## Recepción
CrossfireX recibió críticas "generalmente desfavorables" según el agregador de reseñas Metacritic.
IGN criticó la narración, calificando a los personajes de insípidos mientras describía que el modo multijugador tenía "juegos de armas y controles atroces". Polygon criticó el ritmo del juego.